# Скакун Леонід Зіновійович
Скакун Леонід Зіновійович (*9 березня 1958), с. Струсів Теребовлянського району Тернопільської області — мінералог, доцент кафедри мінералогії геологічного факультету Львівського національного університету ім. І. Франка. Батько Романа Скакуна.

## Життєпис
Закінчив геологічний факультет Львівського університету (1980), аспірантуру кафедри мінералогії (1985). Впродовж 1980—1982 років працював на посаді інженера-геолога Львівського відділення УкрДГРІ; 1985—1995 — науковий співробітник НДЧ геологічного факультету Львівського університету; 1995—2000 — доцент, а з 2000 року — завідувач кафедри мінералогії.
Наукові інтереси: рудна мінералогія, мінералогія і геохімія гідротермальних родовищ, генетична мінералогія.

## Доробок
Член редколегії першого тому Мінералогічної енциклопедії України.

### Праці
Автор і співавтор близько 80 наукових праць.
- Майське золоторудне родовище(геологія, речовинний склад руд, модель утворення) (в співавторстві О. Б. Бобров, А. О. Сіворонов, І. Є. Меркушин та інші).- Дніпропетровськ: Арт-Прес, 2000. — 168 с.
- Особенности диагенетических преобразований сульфидных агрегатов при формировании колчеданних руд // Минерал. сборник, 1985, вып. 2. — C. 65-69.
- Ізотопний склад кисню та водню води флюїдних включень в мінералах Берегівського золото-поліметалічного родовища (співавтори Вітик М. О., Деміхов Ю. М., Коптюх Ю. М.) // Доп. АН УРСР, сер. Б. — 1990. — № 8. — С. 8-10.
- Газовый состав флюидных включений в кварце Береговского месторождения (співавтори М. О. Вітик, О. Ф. Міронова) // Геохимия. — 1992. — № 10.- С. 1438–1445.
- Золоте зруденніння Берегівського рудного поля (геолого-структурна і мінералогічна типізація) (співавт. Матковський О. І., Гожик М. Ф., Ремешило Б. Г., Шклянка В. М.) //Вісник Львівського університету, сер. Геол. («Золото в надрах України»), вип. 11, 1992. — С. 128-145.
- Эволюция гидротермальных растворов в рудообразующей системе Береговского месторождения (Закарпатье) (співавтори Вітик М. О., Деміхов Ю. Н.) // Геол. Рудн. Месторожд. — 1993. — т.35, № 2. — С. 142–150.
- Оценка условий формирования золотого оруденения Береговского месторождения (Закарпатье) по изотопно-геохимическим данным // Критерии и перспективы промышленной золотоносности Украины, т. ІІ. — Одеса, 1993. — С. 45-51.
- Fluid inclusion and stable isotope study on gold-base metal deposit Beregovo, Transcarpathian Ukraine) (в співавторстві із Вітик М. О., Краузе Г. Р.)// Econ. Geol., 1994, v. 89. С. 547-565.
- Распределение золота в сульфидных рудах Мужиевского золото-полиметаллического месторождения (в співавторстві із А. А. Вальтером) // Минерал. журнал . — 1994. — 16 — № 5-6. — С. 64-75.
- Распределение золота в рудах Украины и его влияние на выбор методов анализа при разведке и освоении месторождений (співавтори А. А. Вальтер, Н. П. Дикий)// Минерал. журнал . — 1994. — 16 — № 5-6. — С. 76-83.
- Металогенія золота Українських Карпат (в співавторстві із Гожик М. Ф., Коптюх Ю. М., Матковський О. І., Нечипуренко О. О., Степанов В. Б.) //Вісник Львівського університету, сер. Геол. («Перспективи золотоносності надр України»). — 1994, вип. 12. — С. 65-77.
- Мінералогічне картування під час розшукових та розвідувальних робіт на золото // Мінерал. Збірник Львів. Ун-ту. — 1995 — № 48, вип. 1. — С. 7-17 (в співавторстві з Матковським О. І.)
- «Невидимое» золото в рудах месторождений и проявлений Украины (в співавтор. із А. А. Вальтером) // Минерал. журнал. — 1995. — 17 — № 2. — С. 20-28.
- Минералы Украинских Карпат. Оксиды, гидроксиды, хлориды, йодиды, фториды (Отв. ред. В. М. Квасныця, А. А. Кульчицкая, О. И. Матковский). — Київ: Наукова думка, 1995. — 138 с.
- Минералогическая модель эпитермальных месторождений Береговского рудного поля (в співавторстві з Біруком С. В., О. В. Ємцем і Матковським О. І.) // Ore deposits exploration: Proc. Internat. Sympos., — Belgrad, 1997. p. — 285—290.
- Парагенезис Bi-Pb-Cu-Ag сульфідів і сульфосолей в золото-поліметалічних рудах Берегівського рудного поля (в співавторстві з Біруком С. В. і Матковським О. І.) // Минералогический журнал, 1998, т. 20, № 4, с. 17-25.
- Співвідношення гексагонального та моноклінного піротинів в рудних зонах Майського золоторудного родовища. Вісник Львівського університету. Серія геологічна. № 13, 1999. — С. 62-70 (в співавторстві з Мудровською І. В., Ємцем О. В.)
- Геологія та структура Майського золоторудного родовища (Середнє Побужжя) (співав. Меркушин І. Є., Бобров О. Б., Сіворонов А. О., Фаворов В. О.)// Вісник Львівського університету. Серія геологічна. № 13, 1999. — С. 49-55.
- Піротин в рудних зонах Майського золоторудного родовища: особливості складу та місце в процесі рудоутворення (співавтори Мудровська І. В., Меркушин І. Є.) // Мінералогічний збірник Львівського університету — 1999. — вип. 1. — № 49. — С. 165—182
- Полібазит та піраргірит Мужієвського родовища (в співавторстві з Ємцем О.В) // Мінералогічний збірник Львівського університету — 1999. — вип.1. — № 49. — С. 196–203.
- Bismuth minerals of the Beregovo ore field: mineral assemblages and spatial zonation (Transcarpathian, Ukraine) (у співавторстві з Біруком С. В.) // Geological Quarterly, 2000, v. 44, № 1. — pp. 39–46.
- Самородне золото Майського золоторудного родовища (співавтори Мудровська І. В., Меркушин І. Є.) // Мінералогічний збірник Львівського університету. — 1999. — вип. 2, № 49.
- Бурноніт в рудах Мужієвського родовища (у співавторстві з Ємцем О. В.)//Мінералогічний збірник Львівського університету — 1999. — вип. 2. — № 49.
- Числове моделювання умов формування срібного зруденіння Мужієвського родовища (в співавторстві з Ємцем О. В.) // Мінералогічний збірник Львівського університету — 2000. — вип. 1. — № 50.